# Curling mikstów

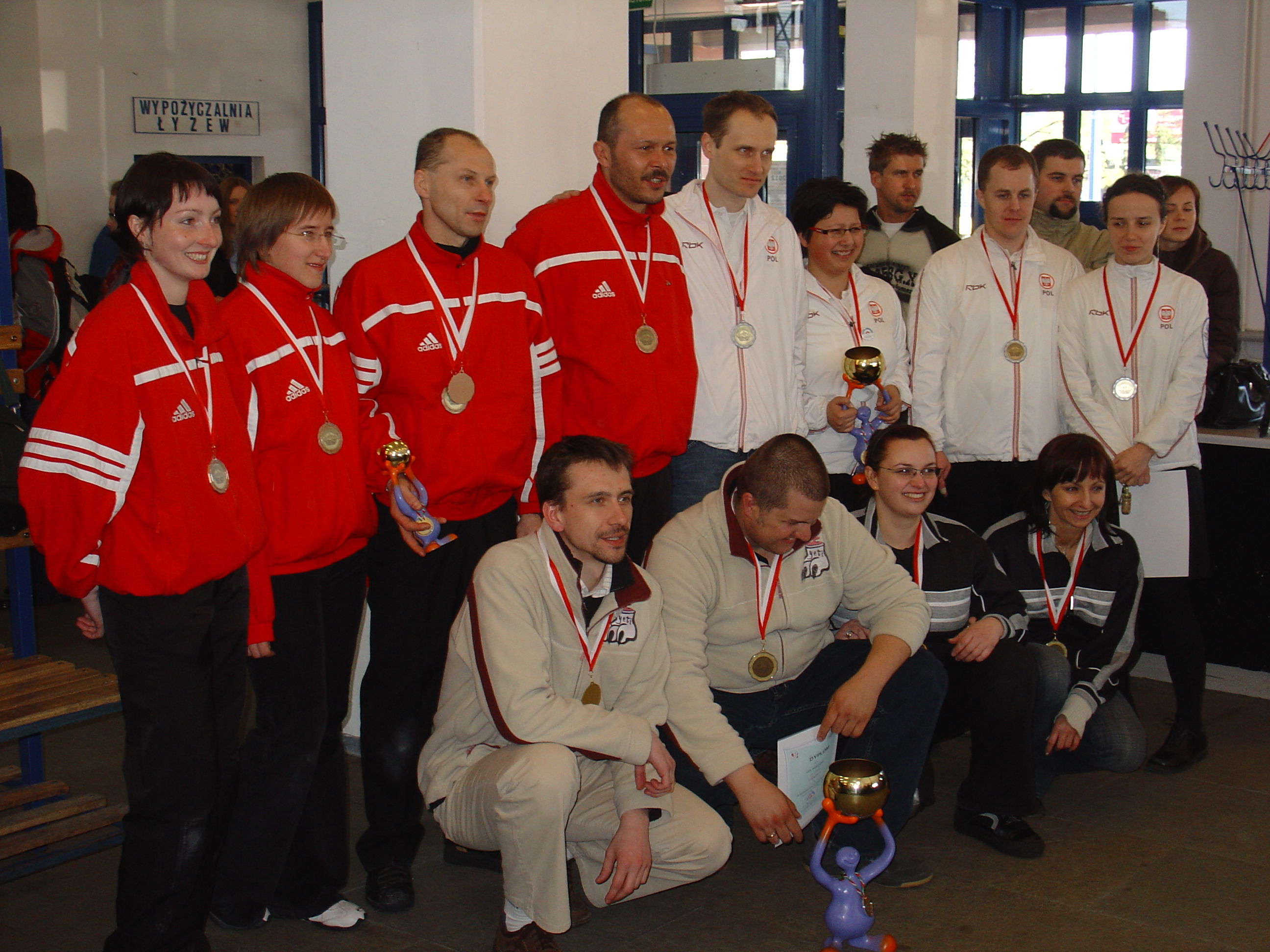
Drużyny mikstów - podium MP 2007

Możliwości ustawień kamieni stacjonarnych

Curling mikstów (ang. mixed curling, coed curling) – odmiana curlingu polegająca na grze kobiet i mężczyzn jednocześnie. 
Drużyna musi składać się z dwóch kobiet i dwóch mężczyzn, przy czym zawodnicy tej samej płci nie mogą grać na kolejnych pozycjach. Płeć nie jest żadnym ograniczeniem przy wyborze skipa i wiceskipa. Mecz składa się z 8 endów i ewentualnych dogrywek. Pozostałe zasady są takie same jak w tradycyjnym curlingu.
Najbardziej prestiżową imprezą mikstów są mistrzostwa Kanady, które rozgrywane są od 1964 roku. W Europie organizowane są mistrzostwa kontynentu.

## Pary mieszane
Gra par mieszanych (również dwójki mieszane) jest odmianą curlingu mikstów. Idea narodziła się podczas Continental Cup of Curling. Od 2018 roku curling par mieszanych znajduje się w gronie dyscyplin olimpijskich. 
Drużyna składa się tylko z dwóch osób – kobiety i mężczyzny. W tym przypadku jedna osoba wypuszcza kamień, a druga wyznacza cel, nie ma oddzielnej funkcji szczotkującego. Mecz trwa 8 endów. 
Każda część gry zaczyna się od ustawienia kamieni stacjonarnych, na linii środkowej (pośrodku między krawędzią domu a linią spalonego) i poniżej guzika (na linii środkowej i stycznego do linii celu). Ustawienie kamieni wybierane jest na początku spotkania przez losowanie, następnie decyzji dokonuje drużyna pokonana, w przypadku remisu w endzie decyduje drużyna, która nie zagrywała ostatniego kamienia. Drużyna posiadająca kamień stacjonarny w roli strażnika zagrywa jako pierwsza.
W endzie każda drużyna do dyspozycji ma 5 kamieni (+ stacjonarny). Kamienie z toru mogą być wybijane po zagraniu 3. kamienia w endzie. Zawodnik wykonujący pierwsze zagranie musi wykonać również ostatnie, pozostałe zagrania wykonuje drugi zawodnik. Możliwa jest zmiana pozycji podczas meczu (między endami).
Pierwszym turniejem dwójek mieszanych w Polsce był odbywający się 22 października 2006 roku Night session of curling. W dniach 11–13 stycznia 2008 roku odbyły się I Mistrzostwa Polski Par Mieszanych w Curlingu, które były również eliminacjami do I mistrzostw świata.